# Immeuble De Beck
L'immeuble De Beck est une réalisation de style Art nouveau conçue par l'architecte Gustave Strauven à Saint-Gilles (Bruxelles) en 1905.

## Historique
Après avoir imaginé et construit les exubérantes Maison Van Dyck et Maison Saint-Cyr entre 1900 et 1903, Gustave Strauven se lance ici dans une réalisation assez unique pour l'Art nouveau à Bruxelles : un immeuble à six niveaux sur un terrain relativement exigu. Cet immeuble fut construit avenue Paul Dejaer au n° 9. Cette avenue se situe entre la Barrière de Saint-Gilles et l'hôtel de ville de Saint-Gilles.  La construction eut lieu en 1905. L'immeuble est classé depuis 2008.

## Description
L'immeuble De Beck est un immeuble asymétrique. En effet, la travée droite est plus volumineuse que la travée gauche (proportion 2/3 - 1/3). De plus, chacun des six niveaux de la construction est différent. Toutefois, une belle harmonie ainsi qu'une quantité de détails si habituels chez Gustave Strauven se dégagent de l'ensemble de ce bâtiment original que ce soit par un subtil jeu de briques rouges et blanches, par la couleur crème des colonnes, châssis et petits bois ou encore par l'emploi d'une ferronnerie au ton vert clair pour les différents balcons.
Parmi les multiples détails de la façade, on remarque de haut en bas :
- au sommet, sur les deux pilastres centraux : des épis de faîtage de hauteur inégale ;
- au 6e niveau, une lucarne s'appuyant sur des arcs-boutants ;
- les deux terrasses superposées des niveaux 5 et 6 (côté droit) et des niveaux 3 et 4 (côté gauche) avec leur garde-corps en fer forgé ;
- un sgraffite au tympan de la baie du 4e niveau (côté gauche) ;
- un oriel précédé de colonnes d'acier sur deux étages aux niveaux 3 et 4 ;
- la forme presque elliptique de la baie du niveau 2 (côté droit) faisant penser à un œil ;
- l'ancien numéro (14) de l'immeuble au niveau 1.

## Accès
Ce site est desservi par la station de prémétro Horta.

## Sources
- http://www.irismonument.be/fr.Saint-Gilles.Avenue_Paul_Dejaer.9.html
- Marie Resseler, Top 100 Art nouveau/Bruxelles, Éditions Aparté, 2010, page 138
- L'ancienne Maison De Beck, article sur le site ArchivIris